# Manuel Graça
Manuel Augusto Simões Graça (1867 – 9 de setembro de 1947) foi um jornalista e dirigente espírita português.

## Biografia
Emigrou para o Brasil, possivelmente ainda jovem, como muito outros em sua época.
De retorno à pátria, com Joaquim Rocha e Matias Cunha, que também retornavam ao país, fundaram na década de 1920 o Centro Espírita de Braga e a revista "Luz e Caridade" que mantinha várias secções noticiosas e doutrinárias. Constituiu-se no continuador da obra e da orientação dada desde o início, após o falecimento de Matias Cunha em 1930.
A sua esposa, natural do Brasil, acompanhou-o sempre na propaganda, como médium psicográfica. À sua capacidade se devem as comunicações que, na revista "Luz e Caridade", são assinadas pela sigla "P.R.F." ("Paz, Regeneração e Fé").
Sendo Braga uma cidade onde tradicionalmente a Igreja Católica tinha grande poder, sempre procurou conviver em harmonia com os poderes Clericais instituídos.
Foi o editor do periódico "Luz e Caridade", órgão do Centro Espírita de Braga.